# 介者剣法
介者剣法（かいしゃけんぽう）とは、戦国時代に考案された甲冑の使用を前提とした剣術である。介者剣術とも呼ばれる。対して、甲冑を身につけず、平服を前提とした剣術は、素肌剣術と呼ばれる。

## 概要
介者剣法の「介者」とは甲冑を身につけた者を指す。
日本の甲冑は大鎧の時代から騎射を前提としていたため、重量を犠牲にして防御性能を向上させていた。刀剣や槍で斬突して致命傷を与えることは困難であったが、重心が高いため転倒しやすく、転倒すると起き上がるのも難しい弱点もあり、これに合わせた動作が要求された。介者剣法は戦国時代に成立したといわれるが、それより以前の、鎌倉時代や室町時代などにおける甲冑を着た兵士同士の剣法の詳細は、体勢や姿勢などの部分を含めてよくわかっていない。
江戸時代の泰平の世になる前は、この剣術が主流であったといわれ、現代では柳生心眼流や新陰流などの流派が伝承している。

## 歴史

### 平安時代中期 - 鎌倉時代
平安時代末期から鎌倉時代では、太刀で敵の頭部を兜ごと殴りつけ、脳震盪を起こした隙に、短刀に持ち替え組み付いて、鎧の隙間を刺して敵を殺傷した。ときには短刀に持ち替えず、太刀を使用して、鎧に覆われてない部分を斬ったり、刺突したりすることもあった。
当時は兜に緩衝材を設けず、頭部が直接兜に触れるように被ったため、打撃によるダメージが通りやすく、頭部への打撃は有効だった。兜の着用方法も、しっかり固定するものではなかったため、太刀による打撃を受けると、兜が脱げてしまい、無防備になりやすく、また位置がずれて着用者の視界を妨げた。そのため、応急処置として布を兜の頭頂部に空いた穴に通して巻きつけ、即席の緩衝材としたり、兜の紐の固定箇所を増やしたりするなどの改善策が取られた。
治承・寿永の乱より前の合戦における太刀の用法は、馬に騎乗している状態から、やむを得ない事情から、徒歩の状態になった際に使用するものだったが、これは徒歩の状態で弓矢で戦おうとすると静止した状態にならざるを得ず、的になりやすかったからである。治承・寿永の乱辺りからは、騎射に熟達していない武士が多く参戦するようになり、馬上での太刀の使用が増加した。

### 鎌倉時代末期 - 南北朝時代
南北朝時代は、「笑切・袈裟切・雷切・車切・片手打・払切・撫切・下切・立割・梨子切・竹割」等が『太平記』をはじめ諸文献に見えており、縦・横・斜めの基本形に止まっている。南北朝期の鎧兜の重装備では動作も敏捷性を欠くため、技術よりも武器のリーチや重い武器を持ち続ける体力が重要であった。
この時代では平安・鎌倉時代と比べ白兵戦が増加し、甲冑の隙間を埋める防具が発達したため非装甲部分を狙うのが難しくなった。そのため、太刀や薙刀などによる（兜を装備した）頭部への打撃が、より盛んに行われるようになった。対策として、兜全体が膨らんだ形状となり、浮張と呼ばれる常設の緩衝材が設けられ、兜をしっかり固定するような着用法に変化した。
同時にこれまでは騎乗での主力武器は弓であり、太刀や薙刀などの武器は徒歩で使用することが推奨されていたが、この時代では騎乗状態でも薙刀や長大化した太刀を主力武器として用い、逆に歩兵が弓矢を多用するという逆転現象が起きた。

### 戦国時代
戦国時代に成立した介者剣法は、転倒を防ぐため、膝を落とし、顔や脇、腕の裏あるいは下半身など甲冑に覆われていない箇所を斬突した。刀で打ち込んでくる敵に対し、刃こぼれを厭わず、刃先で受け止めることで刀ごと相手を押さえつつ、股間を蹴りあげたり、打ち込みを甲冑で防ぎながら、相手の鎧の隙間を刺突したりするなどして敵を殺傷した。その他、体当たりをして相手を転倒させることも有効だった。
頭や胴体の防御は甲冑があるため、覆われていない部分や隙間を守り、自身は転倒しないことに集中した。
後に当世具足が主流になったが、鉄砲対策として胴体部は軽量化しなかったため動きに制限があり、介者剣法が使われた。
しかし、多くの兵士がこのような剣術を行っていたわけではなく、野口一成のように左の小手を盾のように扱い防ぎつつ、右手の刀で相手の喉元を突く者もいたし、足軽や雑兵向けの教本でもあった『雑兵物語』には鎧で覆われていない手足を狙って切りつけることが推奨されているものの、体勢・姿勢に関しては特に指定されていない。
江戸時代以降は竹刀稽古の発達もあり素肌剣術が主流となった。また介者剣法の流派も一部の技術が失われたとされる。